# Larry Kapust
Larry Kapust (New York, 21 maggio 1955) è un attore e doppiatore statunitense, la cui carriera si è svolta principalmente in Italia.
Ha doppiato diversi film cinema e d'animazione sia in inglese che in italiano. È stato il doppiatore italiano di Stitch nei film (dal secondo) e poi nella serie televisiva, e di Ahkmenrah nei tre film di Una notte al museo. Ha lavorato anche come attore teatrale, televisivo e di cinema.

## Filmografia
- Sherwood's Travels, regia di Steve Milner (1994)
- Questa è la mia terra - serie TV (2006-2008)
- Amiche mie - serie TV, episodio 5-6 (2008)
- In guerra per amore, regia di Pif (2016)
- Un posto al sole - soap opera (2019)
- Il traditore, regia di Marco Bellocchio (2019)
- Tornare, regia di Cristina Comencini (2019)
- Blood and Treasure - serie TV (2021)
- House of Gucci, regia di Ridley Scott (2021)
- A Perfect Match, Nick Bollettieri, Regia Florian Gallenberger (2024)

## Doppiaggio

### Cinema
- Rami Malek in Una notte al museo, Una notte al museo 2 - La fuga e Notte al museo - Il segreto del faraone
- Il compagno ne Il compagno americano

### Film d'animazione
- Stitch in Provaci ancora Stitch!, Lilo & Stitch 2 - Che disastro Stitch!, Il re leone 3 - Hakuna Matata[1]
- Stitch e Leroy in Leroy & Stitch

### Cartoni animati
- Stitch in Lilo & Stitch

### Videogiochi
- Stitch in Disney Friends[2]